# Gobierno de Xi Jinping

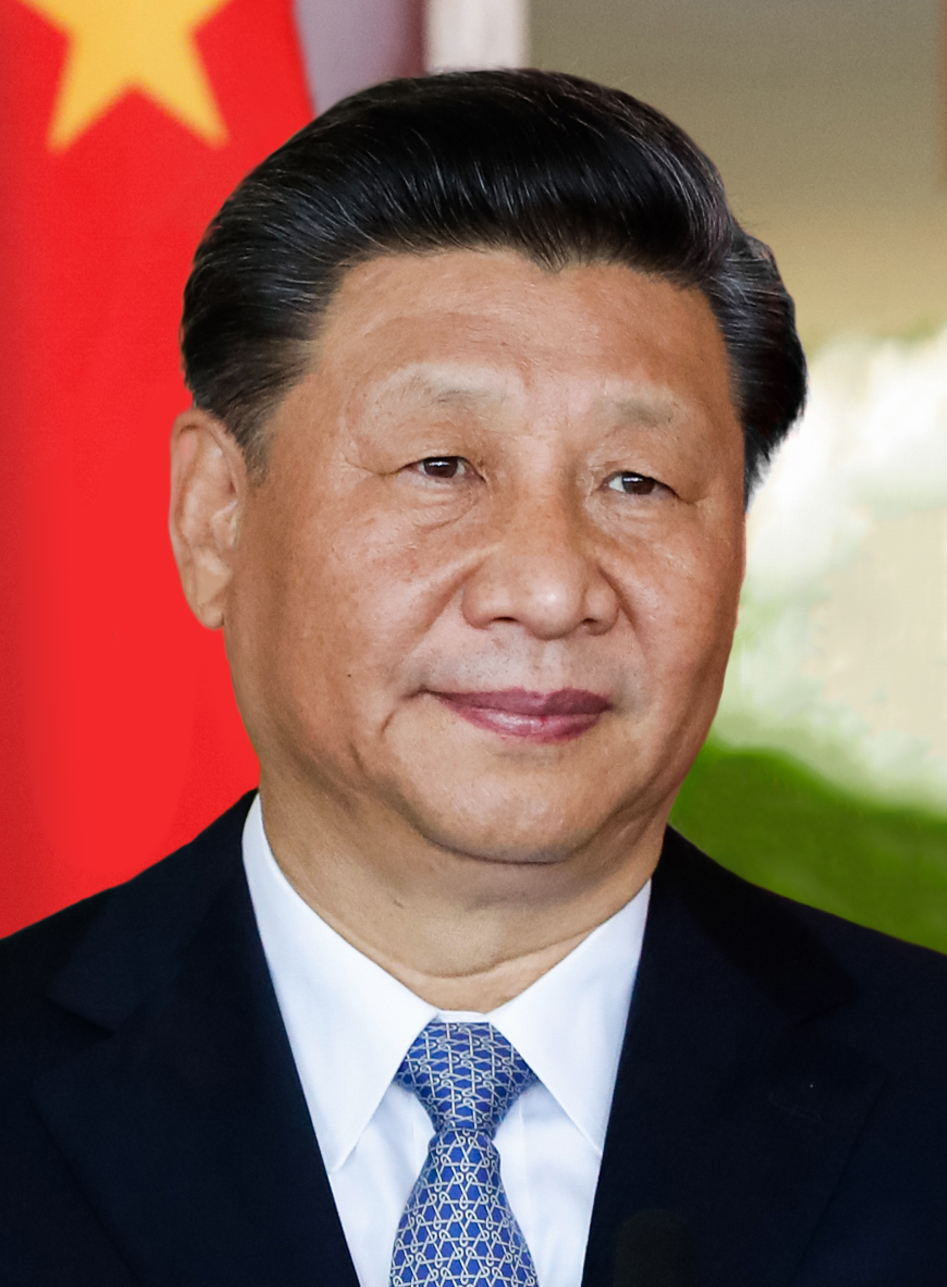
Xi Jinping en 2019.

Xi Jinping sucedió a Hu Jintao como secretario general del Partido Comunista Chino en 2012, y posteriormente, en 2016, fue proclamado el cuarto líder del PCC, después de Mao Zedong, Deng Xiaoping y Jiang Zemin.
Su mandato ha incluido un aumento de la censura y la vigilancia masiva, el internamiento de un millón de uigures en Xinjiang (que algunos observadores han descrito como parte de un genocidio), un culto a la personalidad que se desarrolla en torno a Xi y la eliminación de los límites del mandato presidencial en 2018. Las ideas y principios políticos de Xi, conocidos como Pensamiento Xi Jinping, han sido incorporados al partido y a las constituciones nacionales. Como figura central de la quinta generación de liderazgo de la República Popular China, Xi ha centralizado el poder institucional al asumir múltiples posiciones, incluidos nuevos comités del PCC sobre seguridad nacional, reformas económicas y sociales, reestructuración y modernización militar e Internet. Él y el Comité Central del PCC aprobaron una "resolución histórica" en noviembre de 2021.

## Políticas económicas
Xi Jinping ha fijado tres objetivos generales para la economía de China. En primer lugar, aumentar la capacidad de innovación de China para que pueda configurar más activamente las reglas económicas globales. En segundo lugar, mejorar el orden y la seguridad en el mercado interno de China. En tercer lugar, crear prosperidad común y aumentar la distribución de la riqueza entre los pobres.
Durante la era de Xi Jinping, el gobierno chino continúa utilizando las empresas estatales para cumplir objetivos no relacionados con el mercado y el control del PCC sobre las empresas estatales ha aumentado al mismo tiempo que se adoptan algunas medidas limitadas hacia la liberalización del mercado, como aumentar la propiedad mixta de las empresas estatales. Aunque China ha promovido a sus empresas campeonas nacionales desde la administración de Jiang Zemin, lo ha hecho con especial fuerza desde 2017, especialmente en el sector tecnológico.
Desde 2015, el PCC ha emitido varios planes industriales diseñados para enfatizar la innovación de alta tecnología y el desarrollo digital. Estos planes industriales incluyen Made in China 2025, el "Esquema de acción para promover el desarrollo de Big Data" y el "Plan de acción de tres años para promover el desarrollo de una nueva generación de industria de inteligencia artificial". Los planes quinquenales decimotercero y decimocuarto de China también han hecho hincapié en el desarrollo innovador y de alta tecnología.
Durante la administración de Xi Jinping, China ha enfatizado una estrategia económica de doble circulación. En primer lugar, busca depender más de los consumidores internos de China. En segundo lugar, busca innovar con más tecnología desarrollada a nivel nacional y así reducir la dependencia de China de la tecnología occidental.
En 2020, China se convirtió en el mayor socio comercial de más de 120 países. A finales de ese año, China firmó importantes acuerdos de libre comercio con la Unión Europea y con quince países diferentes de Asia y el Pacífico. Al menos desde 2023, China será el mayor exportador del mundo, estatus que ha mantenido continuamente desde 2010.
La de China fue la única gran economía mundial que experimentó un crecimiento del PIB en 2020, cuando su PIB aumentó un 2,3%. En 2021, el crecimiento del PIB de China alcanzó el 8,1% (el más alto en una década) y su superávit comercial alcanzó un máximo histórico de 687.500 millones de dólares.

## Reforma educativa
Xi ha implementado una serie de reformas educativas. Se requiere que las escuelas ajusten sus horarios de apertura para que sean consistentes con los horarios de trabajo en su área para que los padres puedan recoger a sus hijos directamente después del trabajo (a fin de reducir la dependencia de clases privadas para la supervisión de un adulto después del horario escolar). Las escuelas también deben promover la salud exigiendo clases diarias de educación física al aire libre y realizando exámenes de la vista dos veces por trimestre. Las reformas educativas también han limitado la cantidad de tareas que se les puede asignar a los estudiantes.
Como parte de la directiva de Xi de 2021 sobre la "doble reducción" (reducir las tutorías excesivas fuera del campus y reducir la carga de tareas), las escuelas no pueden asignar tareas a los niños de primer y segundo grado, y las tareas se limitan a no más de 60 minutos para los niños de los grados. de tres a seis, y no más de 90 minutos para niños de secundaria. En julio de 2021, China promulgó una serie de normas diseñadas para cerrar el sector de la tutoría privada.
El razonamiento del gobierno fue que los crecientes costos educativos eran contrarios a los objetivos de prosperidad común. El cierre de las clases particulares tenía como objetivo reducir la brecha educativa entre ricos y pobres. Las reglas emitidas en julio de 2021 prohíben el nuevo registro de centros de tutoría privados y exigen que los centros existentes se reorganicen como organizaciones sin fines de lucro. Los centros de enseñanza tienen prohibido cotizar en bolsa o recibir "capital excesivo". Ya no se les permite ofrecer tutorías los fines de semana ni durante los días festivos.
Desde septiembre de 2021, las escuelas privadas que imparten educación obligatoria ya no pueden estar controladas por entidades o individuos extranjeros. Sólo los ciudadanos chinos pueden formar parte de sus juntas directivas.

## Política exterior
Durante la administración de Xi Jinping, China busca dar forma a normas y reglas internacionales en áreas políticas emergentes en las que China tiene una ventaja como participante temprano. Xi describe esas áreas como "nuevas fronteras" e incluyen áreas políticas como el espacio, los mares profundos, las regiones polares, Internet, la seguridad nuclear, la anticorrupción y el cambio climático.
En su esfuerzo por crear capacidad institucional adicional para la coordinación de la política exterior, Xi Jinping creó la Comisión de Seguridad Nacional (NSC), que absorbió al NSLG. El enfoque del NSC es la seguridad nacional holística y aborda cuestiones de seguridad tanto externas como internas. Xi introdujo el concepto de seguridad holística en 2014, que definió como tomar "la seguridad del pueblo como brújula, la seguridad política como sus raíces, la seguridad económica como su pilar, la seguridad militar, la seguridad cultural y la seguridad cultural como sus protecciones, y que depende de la promoción de la seguridad internacional".
Durante la era de Xi Jinping, la Comunidad de Destino Común se ha convertido en la formulación de relaciones exteriores más importante de China.
Xi enfatiza su deseo de aumentar el poder del discurso de China en asuntos internacionales, caracterizándolo a menudo en términos del "derecho a hablar" de China.
Durante la administración de Xi, China a menudo otorgó préstamos respaldados por el Estado para energía y construcción de infraestructura a cambio de recursos naturales en regiones como Asia Central y África.

## Pensamiento político
El "Pensamiento de Xi Jinping sobre el socialismo con características chinas para una nueva era" fue lanzado formalmente en el XIX Congreso Nacional del Partido Comunista Chino y se ha desarrollado gradualmente desde 2012, cuando Xi se convirtió en Secretario General del Partido Comunista Chino.